# Kettingzweep

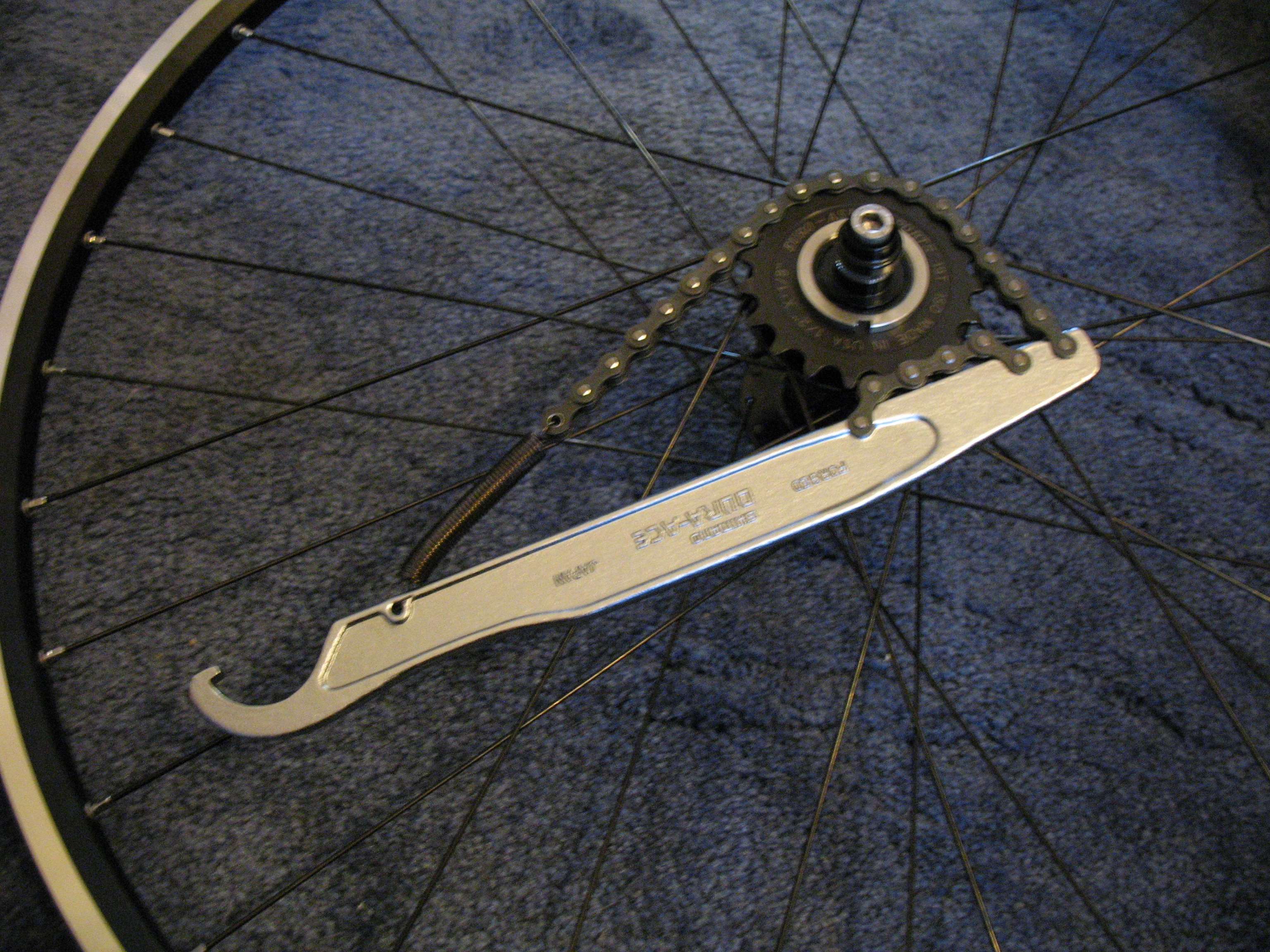
Een kettingzweep rondom een tandwiel.

Een kettingzweep is een stuk gereedschap in gebruik bij een fietsenmaker.
De kettingzweep wordt gebruikt om onder meer de cassette (achterste tandwielen) van een fiets af te nemen. Het instrument ontleent zijn naam aan het uiteinde van het stuk gereedschap waar een kort stuk ketting aanwezig is om de benodigde grip te krijgen op het tandwiel. Het is vervaardigd van staal en gebruikt het hefboomprincipe om het meebewegen van de cassette ten opzichte van het free wheel mechanisme tegen te gaan zodat de sluitring los te draaien is. Daarna kan de cassette afgenomen worden.